# Vojtěch Rygal
Vojtěch Rygal (10. dubna 1910 Hulín – 27. března 1948 Aš) byl moravský katolický kněz, skaut a orel, působící v olomoucké arcidiecézi. Poté, co jako katecheta v Holešově obdržel v březnu 1948 zákaz vyučovat a stal se předmětem šikanování ze strany StB a komunistických úřadů, se rozhodl pro útěk za hranice. Při pokusu o něj byl poblíž nádraží asi zastřelen pohraničníky. Ve skupině s ním byl i bývalý pilot-stíhač RAF Karel Bednařík s manželkou Andělou, které pohraničníci zatkli a později byli vězněni.